# Voces para el alma
Voces para el alma es un concierto de Paloma San Basilio y Los Chicos del Coro de Saint Marc que se originó gracias a una gira realizada en diciembre de 2015. Se estrenó el sábado 2 de enero de 2016 en el Teatro Auditorio de Roquetas de Mar.
Varias de las canciones son los éxitos Nirvana y Angelis, reproducidas por mash up, I say a little player y Amazing grace.
Voces para el alma está producido por Paco Ortega, y en los meses de mayo, junio y julio se grabó en Madrid, en Lyon y en Cádiz. Está dirigido por Nicolás Porte, director de Los chicos del coro de Sant Marc.
Según Paloma San Basilio: 

Cuando un artista ya está retirado necesita que algo le resulta estimulante como para volver a emocionarse, entrar de nuevo en el estudio y salir de gira. Me faltaba en mi trayectoria una experiencia como esta en la que me siento en un escenario arropada por unas voces blancas con un repertorio de grandes canciones como "I say a little prayer" que grabé al principio de mi carrera o "Amazing grace", otra joya que siempre he querido interpretar, además de otros temas que van a sorprender mucho al ser por primera vez adaptadas para voces blancas y voz solista y por la originalidad de su arreglo.